# Bracknell Forest
Bracknell Forest er en selvstyrende kommune i Berkshire, England.

## Kommunen
Kommunen styres af Bracknell Forest Borough Council, og dens administrationsby hedder Bracknell.
Kommunen blev oprettet 1. april 1974, da nogle mindre kommuner blev lagt sammen.
Den 1. april 1998 blev grevskabsrådet i Berkshire nedlagt, og Bracknell Forest fik status som en selvstyrende kommune.

## Industri
Der flere højteknologiske virksomheder, der har afdelinger i kommunen. Dette gælder bl.a. for Fujitsu, Dell, Hewlett-Packard, Sharp og Novell.
Der er også medicinalfirmaer i kommunen. Den mere traditionelle industri er bl.a. repræsenteret af Hyundai Heavy Industries og BMW.
Biludlejningsfirmaet Avis Europe har hovedkvarter i Bracknell.

## Sandhurst
Byen Sandhurst med Royal Military Academy Sandhurst ligger i kommunen.

## Venskabsbyer
Kommunen er venskabsby med Leverkusen i Tyskland.
51°25′N 0°45′V / 51.41°N 0.75°V